# Eupithecia sabulosata
Eupithecia sabulosata är en fjärilsart som beskrevs av Mcdunnough 1944. Eupithecia sabulosata ingår i släktet Eupithecia och familjen mätare. Inga underarter finns listade i Catalogue of Life.